# Jekaterina Jurjeva
Jekaterina Valerjevna Jurjeva (ryska: Екатерина Валерьевна Юурьева), född 11 juni 1983, är en rysk skidskytt.
Jurjeva började tävla i världscupen säsongen 2004/2005. Hennes första meriter kom i junior-VM 2003 då hon blev femma på distanstävlingen. Vid junior-VM 2004 var hon med i det ryska stafettlag som slutade tvåa. På seniorsidan var hon med vid VM 2007 och slutade då femma i masstartstävlingen.
Jurjevas stora internationella genombrott på seniorsidan kom vid VM i Östersund 2008 då hon först vann silver på jaktstarten efter att ha avancerat från en nionde plats i sprinten. Två dagar senare vann hon med perfekt skytte distanstävlingen över 15 kilometer. 
I världscuppremiären i Östersund säsongen 2008/2009 lämnade Jurjeva ett positivt dopningsprov, som inte analyserades klart förrän strax innan 2009 års VM i Pyeongchang, och hon blev avstängd från allt tävlande under två år.